# Rosalie Emslie
Rosalie Emslie (* 26. Januar 1891 in London; † 1977) war eine britische Malerin, die wegen ihrer Landschaftsbilder und Porträts bekannt war.

## Leben
Rosalie Emslie wurde in eine Künstlerfamilie in London geboren. Ihr Großvater war der Kupferstecher John Emslie. Der Vater war der Künstler Alfred Edward Emslie, die Mutter war die Miniaturmalerin Rosalie M. Emslie. Sie lebte nach 1901 eine Zeit lang in Otford in Kent mit ihrer Mutter und ihrer Tante.  Die junge Rosalie Emslie erhielt Privatunterricht, bevor sie zwischen 1913 und 1918 die Royal Academy Schools besuchte. Darüber hinaus studierte sie in Spanien, Italien und Frankreich.
In der Royal Academy sowie im New English Art Club und in der Society of Women Artists stellte sie ihre Werke aus. 1922 wurde sie zum Mitglied der Royal Society of British Artists gewählt. Emslie stellte auch in Amerika und Italien aus. Eine Zeit lang lebte sie in Petersfield in Hampshire und dann in Reigate bei der Künstlerin Florence May Asher.